# Koffi Djidji
Lévy Koffi Djidji (Bagnolet, 30 november 1992) is een Ivoriaans-Frans voetballer die doorgaans speelt als centrale verdediger. In juli 2024 verliet hij Torino.

## Clubcarrière
Djidji speelde in de jeugd van AJN Bagnolet en Saint-Herblain, alvorens hij in 2007 terechtkwam in de opleiding van FC Nantes. Zijn professionele debuut maakte de centrumverdediger op 4 augustus 2012, toen met 0–0 gelijkgespeeld werd tegen Nîmes Olympique. Djidji mocht van coach Michel Der Zakarian een kwartier voor tijd invallen voor Olivier Veigneau. In zijn eerste seizoen in de hoofdmacht promoveerde Nantes naar de Ligue 1. In deze divisie kwam hij voor het eerst tot scoren, op 22 maart 2014. In eigen huis verdubbelde hij de voorsprong tegen Montpellier na een treffer van Serge Gakpé. Dertien minuten na zijn doelpunt scoorde Djidji in eigen doel. Bij de 2–1 bleef het ook.
In de zomer van 2018 werd Djidji voor de duur van één seizoen gehuurd door Torino, dat tevens een optie tot koop af wist te dwingen. Aan het einde van het seizoen besloot de clubleiding deze optie te lichten waardoor het vierenhalf miljoen euro over moest maken aan FC Nantes. Djidji tekende voor drie seizoenen in Turijn. In oktober 2020 werd de Ivoriaan voor de rest van het seizoen verhuurd aan Crotone. In juni 2023 verlengde Djidji zijn aflopende verbintenis met een jaar tot medio 2024.

## Clubstatistieken
| Seizoen | Club      | Competitie | Competitie | Competitie | Beker | Beker | Internationaal | Internationaal | Totaal | Totaal |
| Seizoen | Club      | Competitie | Wed.       | Dlp.       | Wed.  | Dlp.  | Wed.           | Dlp.           | Wed.   | Dlp.   |
| ------- | --------- | ---------- | ---------- | ---------- | ----- | ----- | -------------- | -------------- | ------ | ------ |
| 2012/13 | FC Nantes | Ligue 2    | 4          | 0          | 1     | 0     | —              | —              | 5      | 0      |
| 2013/14 | FC Nantes | Ligue 1    | 10         | 1          | 2     | 0     | —              | —              | 12     | 1      |
| 2014/15 | FC Nantes | Ligue 1    | 5          | 0          | 2     | 0     | —              | —              | 7      | 0      |
| 2015/16 | FC Nantes | Ligue 1    | 22         | 0          | 4     | 0     | —              | —              | 26     | 0      |
| 2016/17 | FC Nantes | Ligue 1    | 28         | 0          | 2     | 0     | —              | —              | 30     | 0      |
| 2017/18 | FC Nantes | Ligue 1    | 29         | 0          | 2     | 0     | —              | —              | 31     | 0      |
| 2018/19 | FC Nantes | Ligue 1    | 1          | 0          | 0     | 0     | —              | —              | 1      | 0      |
| 2018/19 | → Torino  | Serie A    | 17         | 0          | 1     | 0     | —              | —              | 18     | 0      |
| 2019/20 | Torino    | Serie A    | 17         | 0          | 2     | 0     | —              | —              | 19     | 0      |
| 2020/21 | → Crotone | Serie A    | 20         | 1          | 0     | 0     | —              | —              | 20     | 1      |
| 2021/22 | Torino    | Serie A    | 25         | 0          | 1     | 0     | —              | —              | 26     | 0      |
| 2022/23 | Torino    | Serie A    | 34         | 1          | 2     | 0     | —              | —              | 36     | 1      |
| 2023/24 | Torino    | Serie A    | 13         | 0          | 0     | 0     | —              | —              | 13     | 0      |
| Totaal  | Totaal    | Totaal     | 225        | 3          | 19    | 0     | 0              | 0              | 244    | 3      |

Bijgewerkt op 21 juli 2024.

## Interlandcarrière
Djidji is geboren en getogen in Frankrijk met een Ivoriaanse vader en een Franse moeder. Hij werd opgeroepen voor het Ivoriaans voetbalelftal voor een vriendschappelijke wedstrijd tegen Hongarije. Het duel eindigde in 0–0 en Djidji kwam niet in actie.